# Palaeospongilla chubutensis
Palaeospongilla chubutensis är en svampdjursart som beskrevs av Ott och Volkheimer 1972. Palaeospongilla chubutensis ingår i släktet Palaeospongilla och familjen Palaeospongillidae.
Artens utbredningsområde är havet utanför Brasilien. Inga underarter finns listade i Catalogue of Life.